# Casigneta
Casigneta is een geslacht van rechtvleugeligen uit de familie sabelsprinkhanen (Tettigoniidae). De wetenschappelijke naam van dit geslacht is voor het eerst geldig gepubliceerd in 1878 door Brunner von Wattenwyl.

## Soorten
Het geslacht Casigneta omvat de volgende soorten:
- Casigneta bilobata Karny, 1926
- Casigneta bisinuata Karny, 1926
- Casigneta cochleata Brunner von Wattenwyl, 1878
- Casigneta falcata Ingrisch, 1990
- Casigneta lamellosa Brunner von Wattenwyl, 1891
- Casigneta longipes Karny, 1926
- Casigneta palauensis Vickery & Kevan, 1999
- Casigneta pellucida Brunner von Wattenwyl, 1878
- Casigneta spinicauda Karny, 1921